# Red Hicks Defies the World
Red Hicks Defies the World é um filme mudo norte-americano de 1913, do gênero comédia, dirigido por Dell Henderson.